# الب‌فیل‌هارمونی

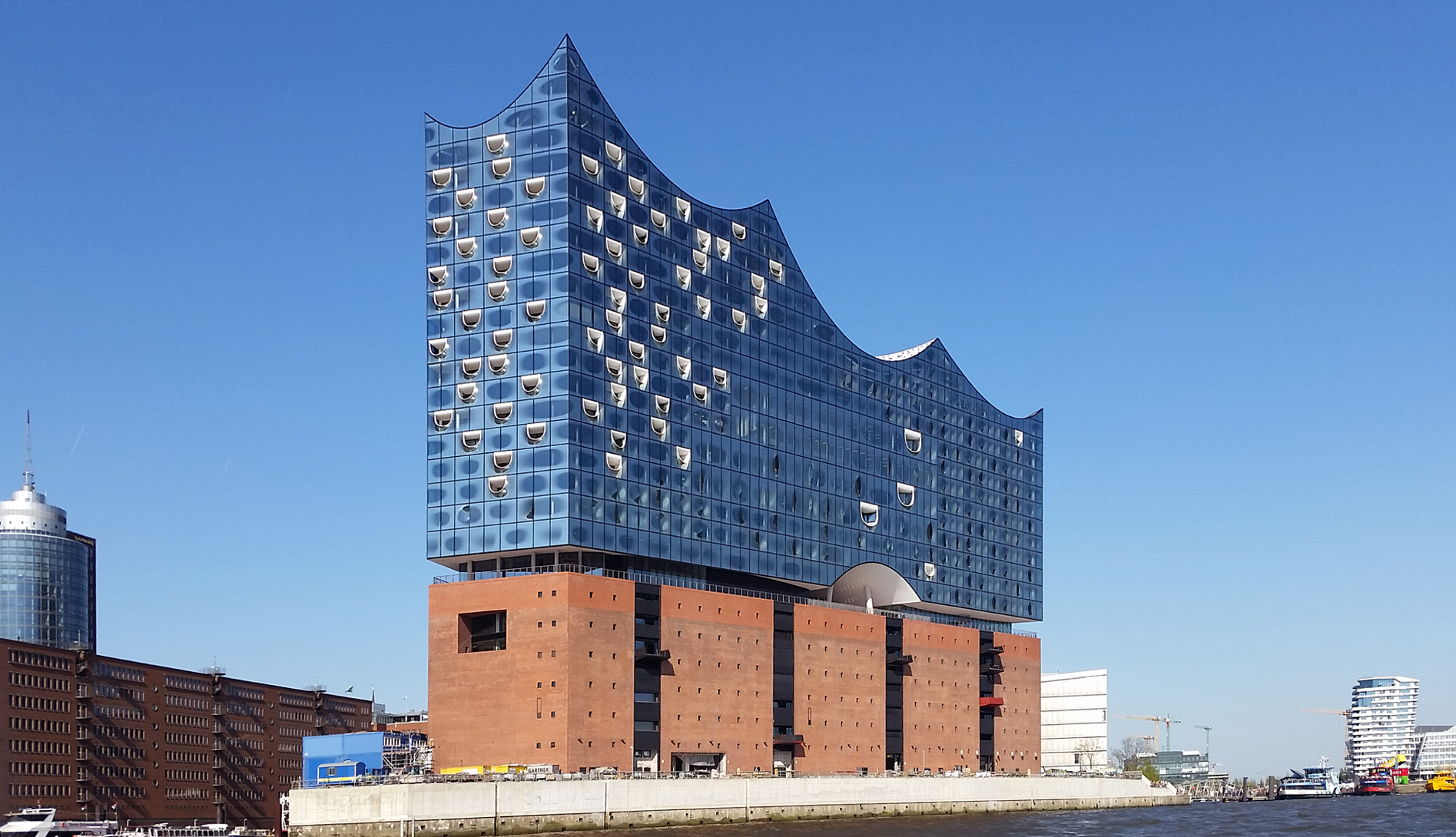
نمایی از ساختمان الب‌فیل‌هارمونی

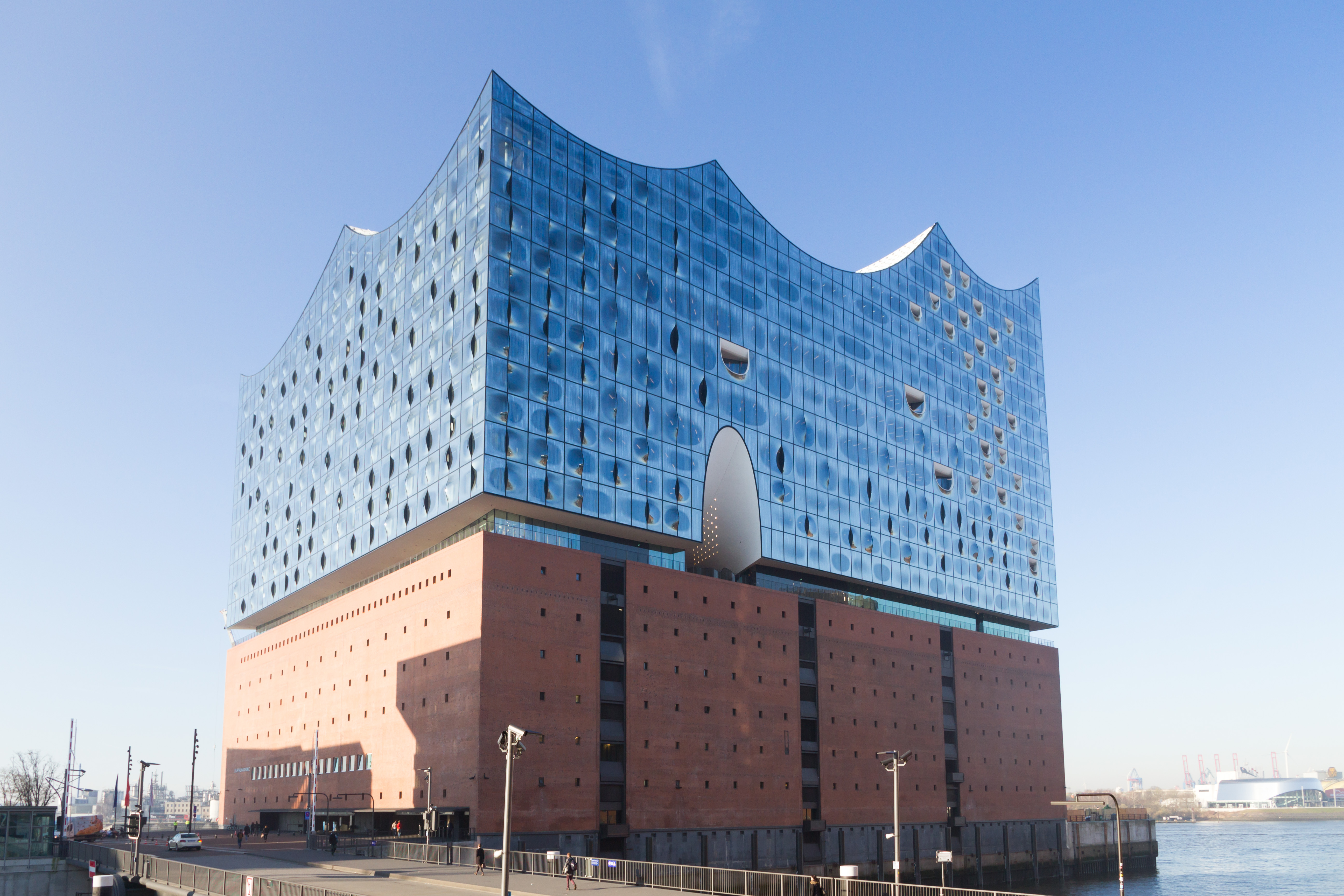
ساختمان الب‌فیل‌هارمونی

اِلب‌فیل‌هارمونی (به آلمانی: Elbphilharmonie) یک فرهنگسرا و تالار کنسرت در شهر هامبورگ، آلمان است. این بنا در سال ۲۰۱۷ میلادی، توسط شرکت معماری هرتزوگ و دمویرون طراحی و بر روی یک انبار قدیمی شکلات و چای ساخته‌شد. طراحی دراماتیک و تکنیکی بالا و از دیگرسو منطقه ای اِلب‌فیل‌هارمونی، تحسین فراوان صاحب‌نظران معماری را در پی داشت.
ساختمان اِلب‌فیل‌هارمونی در منطقهٔ هافن سیتی قرار دارد. این منطقه قدیمی سابقاً باراندازی دریایی بود اما دیگر کاربری کشتی‌رانی برای کشتی های بزرگ ندارد ولی کشتی های کوچک تفریحی و شخصی کاربرد دارد.